# Marica Ivandekić
Marica Ivandekić (25. kolovoza 1925.) je bila državna reprezentativka u gimnastici iz Subotice. Rodom je iz zajednice bačkih Hrvata.
Bila je članica gimnastičkog kluba Partizan. 
1952. je godina natjecala se za Jugoslaviju u nekoliko gimnastičkih disciplina na Olimpijskim igrama 1952. godine i završila na 96. mjestu. 
Danas se po njoj zove memorijal namijenjen gimnastičkim poletarcima, Memorijalni turnir Marice i Bele Ivandekić, koji se u Subotici održava svake godine.

## Vanjske poveznice
- Sportski savez Subotice Jugoslavenski reprezentativci i olimpijci 1952.: Ede Magyar, Marica Ivandekić i Josip Kujundžić - Keja